# Hugo Hovenkamp
Hugo Hovenkamp (* 5. října 1950, Groningen) je bývalý nizozemský fotbalista, obránce.

## Fotbalová kariéra
V nizozemské lize začínal v týmu GVAV Groningen. Dále hrál za FC Groningen a AZ Alkmaar, se kterým získal v roce 1981 mistrovský titul a v letech 1978, 1981 a 1982 nizozemský pohár. Kariéru končil v rakouském týmu SSV Innsbruck. V Poháru mistrů evropských zemí nastoupil ve 4 utkáních, v Poháru vítězů pohárů nastoupil v 7 utkáních a v Poháru UEFA nastoupil v 18 utkáních. Za nizozemskou reprezentaci nastoupil v letech 1977–1983 ve 31 utkáních a dal 2 góly. Byl v nominaci nizozemské reprezentace na Mistrovství světa ve fotbale 1978, kdy Nizozemí získalo stříbrné medaile za 2. místo, ale kvůli zranění nemohl nastoupit. Byl členem nizozemské reprezentace na Mistrovství Evropy ve fotbale 1980, nastoupil ve všech 3 utkáních.

## Ligová bilance
| Ročník                                | Zápasy | Góly | Klub           |
| ------------------------------------- | ------ | ---- | -------------- |
| Eredivisie 1968/69                    | 10     | 0    | GVAV Groningen |
| Eredivisie 1969/70                    | 23     | 1    | GVAV Groningen |
| Eerste Divisie 1970/71                | -      | -    | GVAV Groningen |
| Eredivisie 1971/72                    | 32     | 3    | FC Groningen   |
| Eredivisie 1972/73                    | 32     | 1    | FC Groningen   |
| Eredivisie 1973/74                    | 24     | 2    | FC Groningen   |
| Eredivisie 1974/75                    | 36     | 7    | FC Groningen   |
| Eredivisie 1975/76                    | 32     | 4    | AZ Alkmaar     |
| Eredivisie 1976/77                    | 29     | 1    | AZ Alkmaar     |
| Eredivisie 1977/78                    | 31     | 1    | AZ Alkmaar     |
| Eredivisie 1978/79                    | 27     | 1    | AZ Alkmaar     |
| Eredivisie 1979/80                    | 31     | 1    | AZ Alkmaar     |
| Eredivisie 1980/81                    | 30     | 5    | AZ Alkmaar     |
| Eredivisie 1981/82                    | 33     | 2    | AZ Alkmaar     |
| Eredivisie 1982/83                    | 26     | 1    | AZ Alkmaar     |
| Rakouská fotbalová Bundesliga 1983/84 | 28     | 1    | SSV Innsbruck  |
| Rakouská fotbalová Bundesliga 1984/85 | 25     | 6    | SSV Innsbruck  |
| CELKEM 1. liga                        | 449    | 37   |                |